# فهرست جوایز و نامزدی‌های چارلی ایکس‌سی‌ایکس
چارلی ایکس‌سی‌ایکس خواننده و ترانه‌سرای انگلیسی می‌باشد که تاکنون موفق به دریافت جوایز مختلفی از جمله دو نامزدی جایزه گرمی، یک جایزه موسیقی بیلبورد، پنج نامزدی برای جوایز موسیقی ویدئوی ام‌تی‌وی، چهار نامزدی برای جوایز موسیقی ام‌تی‌وی اروپا و یک نامزدی جایزه بریت شده است.
وی در سال ۲۰۱۵ شروع به‌کار با تهیه‌کنندگان انگلیسی، پی‌سی موزیک کرد تا صدا و تصاویر تجربی‌تری به وجود بیاورد، و نیز با همکاری این تهیه‌کنندگان در پروژه‌های بعدی خود به موفقیت بسیار مهمی دست یافت. وی چندین ئی‌پی و میکس‌تیپ منتشر نموده‌است و نامزد دو جایزهٔ موزیک ویدئوی بریتانیا برای ترانهٔ «پسرها» در سال ۲۰۱۷ شده‌است.

## جوایز و نامزدی‌ها
| جایزه                                   | سال  | نامزدی(ها)                                                 | دسته                                          | نتیجه    | م.            |
| --------------------------------------- | ---- | ---------------------------------------------------------- | --------------------------------------------- | -------- | ------------- |
| جوایز ای‌ام‌اف‌تی                          | ۲۰۲۰ | «پنجه‌ها»                                                   | بهترین ترانه رقص                              | برنده    | [ ۱ ]         |
| جوایز موسیقی ای‌آرآی‌ای                   | ۲۰۱۴ | «خواستنی» (با ایگی آزیلیا)                                 | ترانهٔ سال                                     | نامزدشده | [ ۲ ]         |
| اسکپ                                    | ۲۰۲۰ | «سینوریتا»                                                 | ترانهٔ برنده جایزه                             | برنده    | [ ۳ ]         |
| جوایز اتیتیود                           | ۲۰۱۷ | خودش                                                       | بهترین اثر موسیقی                             | برنده    | [ ۴ ]         |
| جوایز موسیقی بیلبورد                    | ۲۰۱۴ | «عاشقشم» (با آیکونا پاپ)                                   | ترانهٔ سبک رقص/الکترونیک برتر                  | نامزدشده | [ ۵ ]         |
| جوایز موسیقی بیلبورد                    | ۲۰۱۵ | «خواستنی» (با ایگی آزیلیا)                                 | ۱۰۰ ترانهٔ داغ برتر                            | نامزدشده | [ ۶ ]         |
| جوایز موسیقی بیلبورد                    | ۲۰۱۵ | «خواستنی» (با ایگی آزیلیا)                                 | ترانه‌های با بالاترین میزان استریم             | نامزدشده | [ ۶ ]         |
| جوایز موسیقی بیلبورد                    | ۲۰۱۵ | «خواستنی» (با ایگی آزیلیا)                                 | ترانهٔ رپ برتر                                 | برنده    | [ ۶ ]         |
| زنان در موسیقی بیلبورد                  | ۲۰۱۴ | خودش                                                       | هیت‌میکر سال                                   | برنده    | [ ۷ ]         |
| جوایز اواسط سال سایت بیلبورد            | ۲۰۱۴ | «خواستنی» (با ایگی آزیلیا)                                 | ۱۰۰ ترانهٔ برتر شمارهٔ ۱ مورد علاقه             | برنده    | [ ۸ ]         |
| جوایز اواسط سال سایت بیلبورد            | ۲۰۱۴ | «خواستنی» (با ایگی آزیلیا)                                 | بهترین موزیک ویدئو                            | برنده    | [ ۸ ]         |
| جوایز بریت                              | ۲۰۱۵ | «بوم کلپ»                                                  | ویدئو بریتانیایی                              | حذف‌شده   | [ ۹ ]         |
| جوایز بریت                              | ۲۰۲۰ | خودش                                                       | هنرمند تک بریتانیایی زن                       | نامزدشده | [ ۱۰ ]        |
| جوایز بریت                              | ۲۰۲۳ | خودش                                                       | اجرای پاپ/آراندبی بریتانیا                    | نامزدشده | [ ۱۱ ]        |
| جوایز ال‌جی‌بی‌تی بریتانیا                 | ۲۰۲۱ | خودش                                                       | اتحاد سلبریتی                                 | نامزدشده | [ ۱۲ ]        |
| جوایز کاپریچو                           | ۲۰۱۴ | «خواستنی» (با ایگی آزیلیا)                                 | بهترین ترانهٔ بین‌المللی                        | نامزدشده | [ ۱۳ ]        |
| جوایز کاپریچو                           | ۲۰۱۴ | «خواستنی» (با ایگی آزیلیا)                                 | بهترین ویدئو بین‌المللی                        | نامزدشده | [ ۱۳ ]        |
| یازدهمین مراسم سانگز آو هوپ سیتی آو هوپ | ۲۰۱۶ | خودش                                                       | جایزهٔ ونگارد                                  | برنده    | [ ۱۴ ]        |
| جوایز موسیقی الکترونیک                  | ۲۰۲۳ | «بیرون بیرون» (با جوئل کوری، جکس جونز و سوئیتی)            | بهترین نمونه‌برداری                            | نامزدشده | [ ۱۵ ]        |
| جوایز موسیقی الکترونیک                  | ۲۰۲۳ | «توش جذابم» (با تیستو)                                     | ریمیکس سال                                    | نامزدشده | [ ۱۵ ]        |
| جوایز گافا (سوئد)                       | ۲۰۱۹ | خودش                                                       | بهترین هنرمند تکی بین‌المللی                   | نامزدشده | [ ۱۶ ]        |
| جوایز گافا (سوئد)                       | ۲۰۱۹ | «۱۹۹۹» (با تروی سیوان)                                     | بهترین ترانهٔ بین‌المللی                        | نامزدشده | [ ۱۶ ]        |
| جوایز گافا (سوئد)                       | ۲۰۲۱ | خودش                                                       | بهترین هنرمند تکی بین‌المللی                   | نامزدشده | [ ۱۷ ]        |
| جوایز گافا (سوئد)                       | ۲۰۲۱ | الان چه حسی دارم                                           | بهترین آلبوم بین‌المللی                        | نامزدشده | [ ۱۷ ]        |
| جوایز جی‌کیو                             | ۲۰۱۹ | خودش                                                       | زن سال                                        | برنده    | [ ۱۸ ]        |
| گی تایمز آنرز ۵۰۰                       | ۲۰۱۹ | خودش                                                       | همبستگی در موسیقی                             | برنده    | [ ۱۹ ]        |
| جوایز گرمی                              | ۲۰۱۵ | «خواستنی» (با ایگی آزیلیا)                                 | ضبط سال                                       | نامزدشده | [ ۲۰ ]        |
| جوایز گرمی                              | ۲۰۱۵ | «خواستنی» (با ایگی آزیلیا)                                 | جایزهٔ گرمی برای بهترین اجرای دونفره/گروهی پاپ | نامزدشده | [ ۲۰ ]        |
| جوایز آیور نوولو                        | ۲۰۲۳ | خودش                                                       | جایزهٔ چشم‌انداز                                | برنده    | [ ۲۱ ]        |
| جوایز جهانی موسیقی رقص                  | ۲۰۱۵ | «خواستنی» (با ایگی آزیلیا)                                 | بهترین آهنگ رپ/هیپ-هاپ/ترپ رقص                | نامزدشده | [ ۲۲ ]        |
| جوایز موسیقی آی‌هارت‌رادیو                | ۲۰۱۴ | «عاشقشم» (با آیکونا پاپ)                                   | بهترین متن                                    | نامزدشده | [ ۲۳ ]        |
| جوایز موسیقی آی‌هارت‌رادیو                | ۲۰۱۵ | خودش                                                       | نابهنجار                                      | نامزدشده | [ ۲۴ ]        |
| جوایز موسیقی آی‌هارت‌رادیو                | ۲۰۱۵ | «خواستنی» (با ایگی آزیلیا)                                 | ترانهٔ سال                                     | نامزدشده | [ ۲۴ ]        |
| جوایز موسیقی آی‌هارت‌رادیو                | ۲۰۱۵ | «خواستنی» (با ایگی آزیلیا)                                 | بهترین همکاری                                 | نامزدشده | [ ۲۴ ]        |
| جوایز موسیقی آی‌هارت‌رادیو                | ۲۰۲۳ | ترانهٔ سبک رقص سال                                          | «توش جذابم» (با تیستو)                        | نامزدشده | [ ۲۵ ]        |
| جوایز برگزیده کودکان                    | ۲۰۱۵ | «خواستنی» (با ایگی آزیلیا)                                 | ترانهٔ موردعلاقه                               | نامزدشده | [ ۲۶ ]        |
| جایزه مرکوری                            | ۲۰۲۰ | الان چه حسی دارم                                           | آلبوم سال                                     | نامزدشده | [ ۲۷ ]        |
| جوایز موسیقی ام‌تی‌وی اروپا               | ۲۰۱۴ | خودش                                                       | بهترین اجرای جدید                             | نامزدشده | [ ۲۸ ]        |
| جوایز موسیقی ام‌تی‌وی اروپا               | ۲۰۱۴ | خودش                                                       | بهترین اجرای پیشرفته                          | نامزدشده | [ ۲۸ ]        |
| جوایز موسیقی ام‌تی‌وی اروپا               | ۲۰۱۵ | خودش                                                       | بهترین اجرای صحنه جهانی                       | نامزدشده | [ ۲۹ ]        |
| جوایز موسیقی ام‌تی‌وی اروپا               | ۲۰۱۸ | خودش                                                       | بهترین اجرای صحنه جهانی                       | نامزدشده |               |
| جوایز موسیقی ام‌تی‌وی اروپا               | ۲۰۲۰ | «کنسرت سامسونگ سوپراستار گلکسی چارلی ایکس‌سی‌ایکس - روبلاکس» | بهترین اجرای متاورس                           | نامزدشده | [ ۳۰ ]        |
| جوایز موسیقی ام‌تی‌وی ایتالیا             | ۲۰۱۵ | خودش                                                       | بهترین هنرمند جدید                            | نامزدشده | [ ۳۱ ]        |
| جوایز موسیقی ویدئوی ام‌تی‌وی              | ۲۰۱۴ | «بوم کلپ»                                                  | بهترین هنرمند جدید                            | نامزدشده | [ ۳۲ ]        |
| جوایز موسیقی ویدئوی ام‌تی‌وی              | ۲۰۱۴ | «خواستنی» (با ایگی آزیلیا)                                 | ویدئو سال                                     | نامزدشده | [ ۳۲ ]        |
| جوایز موسیقی ویدئوی ام‌تی‌وی              | ۲۰۱۴ | «خواستنی» (با ایگی آزیلیا)                                 | بهترین ویدئو زن                               | نامزدشده | [ ۳۲ ]        |
| جوایز موسیقی ویدئوی ام‌تی‌وی              | ۲۰۱۴ | «خواستنی» (با ایگی آزیلیا)                                 | بهترین کارگردانی هنری                         | نامزدشده | [ ۳۲ ]        |
| جوایز موسیقی ویدئوی ام‌تی‌وی              | ۲۰۱۴ | «خواستنی» (با ایگی آزیلیا)                                 | بهترین ویدئو پاپ                              | نامزدشده | [ ۳۲ ]        |
| جوایز موسیقی ویدئوی ام‌تی‌وی              | ۲۰۲۲ | چارلی ایکس‌سی‌ایکس - روبلاکس                                 | بهترین اجرای متاورس                           | نامزدشده | [ ۳۳ ]        |
| جوایز ام‌تی‌وی‌یو وودی                     | ۲۰۱۲ | خودش                                                       | وودی جنجالی                                   | نامزدشده | [ ۳۴ ]        |
| جوایز ام‌تی‌وی‌یو وودی                     | ۲۰۱۵ | خودش                                                       | وودی سال                                      | نامزدشده | [ ۳۵ ]        |
| جوایز ام‌تی‌وی‌یو وودی                     | ۲۰۱۵ | «بندازش بره»                                               | کاور وودی                                     | نامزدشده | [ ۳۵ ]        |
| جشنواره ماچ موزیک ویدئو                 | ۲۰۱۴ | «خواستنی» (با ایگی آزیلیا)                                 | ویدئو سال – هنرمند بین‌المللی                  | نامزدشده | [ ۳۶ ]        |
| جوایز موزیک ویک                         | ۲۰۲۳ | خودش                                                       | کمپین بازاریابی هنرمندان                      | نامزدشده | [ ۳۷ ]        |
| Musikförläggarnas Pris                  | ۲۰۱۵ | «بوم کلپ»                                                  | بهترین آهنگ                                   | نامزدشده | [ ۳۸ ]        |
| جوایز ان‌ام‌ای                            | ۲۰۱۵ | «خواستنی» (با ایگی آزیلیا)                                 | پرکنندهٔ صحن رقص                               | برنده    | [ ۳۹ ]        |
| جوایز ان‌ام‌ای                            | ۲۰۱۶ | خودش                                                       | بهترین هنرمند زن بریتانیایی                   | برنده    | [ ۴۰ ]        |
| جوایز ان‌ام‌ای                            | ۲۰۱۷ | خودش                                                       | بهترین هنرمند تکی بریتانیایی                  | نامزدشده | [ ۴۱ ]        |
| جوایز ان‌ام‌ای                            | ۲۰۱۷ | «بعد افترپارتی»                                            | بهترین آهنگ                                   | نامزدشده | [ ۴۱ ]        |
| جوایز ان‌ام‌ای                            | ۲۰۱۸ | «پسرها»                                                    | بهترین آهنگ                                   | برنده    | [ ۴۲ ]        |
| جوایز ان‌ام‌ای                            | ۲۰۱۸ | «پسرها»                                                    | بهترین ویدئو                                  | نامزدشده | [ ۴۲ ]        |
| جوایز ان‌ام‌ای                            | ۲۰۱۸ | خودش                                                       | بهترین هنرمند تکی بریتانیایی                  | نامزدشده | [ ۴۲ ]        |
| جوایز ان‌ام‌ای                            | ۲۰۱۸ | پاپ ۲                                                      | بهترین میکس‌تیپ                                | نامزدشده | [ ۴۲ ]        |
| جوایز ان‌ام‌ای                            | ۲۰۲۰ | خودش                                                       | بهترین اجرای تکی بریتانیا                     | نامزدشده | [ ۴۳ ]        |
| جوایز ان‌ام‌ای                            | ۲۰۲۰ | خودش                                                       | بهترین اجرای تکی در جهان                      | نامزدشده | [ ۴۳ ]        |
| جوایز ان‌ام‌ای                            | ۲۰۲۰ | «رفته» (به‌همراه کریستین اند د کوئینز)                      | بهترین همکاری                                 | نامزدشده | [ ۴۳ ]        |
| جوایز ان‌ام‌ای                            | ۲۰۲۲ | «آدم خوبا»                                                 | بهترین آهنگ دنیا                              | نامزدشده | [ ۴۴ ]        |
| جوایز ان‌ام‌ای                            | ۲۰۲۲ | «آدم خوبا»                                                 | بهترین آهنگ از یک هنرمند بریتانیایی           | نامزدشده | [ ۴۴ ]        |
| جوایز نیوناونکست                        | ۲۰۱۴ | خودش                                                       | بهترین موسیقی‌دان جدید                         | نامزدشده | [ ۴۵ ]        |
| جوایز موسیقی پی۳ گلد                    | ۲۰۱۳ | «عاشقشم» (با آیکونا پاپ)                                   | بهترین آهنگ                                   | برنده    | [ ۴۶ ]        |
| جوایز برگزیده مردم                      | ۲۰۱۵ | خودش                                                       | هنرمند موفق برگزیده                           | نامزدشده | [ ۴۷ ]        |
| جایزه موسیقی ۲۰ یورویی پاپ‌جاستیس        | ۲۰۱۴ | «بوم کلپ»                                                  | بهترین تک‌آهنگ پاپ بریتانیایی                  | نامزدشده | [ ۴۸ ]        |
| جایزه موسیقی ۲۰ یورویی پاپ‌جاستیس        | ۲۰۱۷ | «پسرها»                                                    | بهترین تک‌آهنگ پاپ بریتانیایی                  | نامزدشده | [ ۴۸ ]        |
| جایزه موسیقی ۲۰ یورویی پاپ‌جاستیس        | ۲۰۱۹ | «میندازمش گردن عشق تو» (با لیزو)                           | بهترین تک‌آهنگ پاپ بریتانیایی                  | نامزدشده | [ ۴۸ ]        |
| جایزه موسیقی ۲۰ یورویی پاپ‌جاستیس        | ۲۰۲۰ | «برای همیشه»                                               | بهترین تک‌آهنگ پاپ بریتانیایی                  | نامزدشده | [ ۴۸ ]        |
| جایزه موسیقی ۲۰ یورویی پاپ‌جاستیس        | ۲۰۲۲ | «آدم خوبا»                                                 | بهترین تک‌آهنگ پاپ بریتانیایی                  | نامزدشده | [ ۴۹ ]        |
| جوایز کوییرتی                           | ۲۰۱۴ | «خواستنی» (با ایگی آزیلیا)                                 | کرم‌گوش سال                                    | نامزدشده | [ ۵۰ ]        |
| جوایز کوییرتی                           | ۲۰۲۰ | «رفته» (با کریستین اند د کوئینز)                           | شعر                                           | نامزدشده | [ ۵۱ ]        |
| جوایز پراجکت یو'اس یو هو دان کوایت ول   | ۲۰۱۷ | خودش                                                       | شخص موسیقی سال                                | نامزدشده |               |
| جوایز پراجکت یو'اس یو هو دان کوایت ول   | ۲۰۱۷ | «پسرها»                                                    | ترانهٔ سال بین‌المللی                           | نامزدشده |               |
| جوایز پراجکت یو'اس یو هو دان کوایت ول   | ۲۰۱۷ | «پسرها»                                                    | بهترین موزیک ویدئو                            | نامزدشده |               |
| جوایز موسیقی رادیو دیزنی                | ۲۰۱۵ | خودش                                                       | بهترین هنرمند جدید                            | برنده    | [ ۵۲ ]        |
| جوایز موسیقی رابر                       | ۲۰۱۱ | خودش                                                       | پرآتیه‌ترین هنرمند جدید                        | نامزدشده | [ ۵۳ ]        |
| جوایز موسیقی رابر                       | ۲۰۱۷ | «پسرها»                                                    | بهترین موزیک ویدئو                            | نامزدشده | [ ۵۴ ]        |
| جوایز موسیقی رابر                       | ۲۰۱۷ | خودش                                                       | بهترین هنرمند پاپ                             | نامزدشده | [ ۵۴ ]        |
| جوایز موسیقی رابر                       | ۲۰۱۷ | «۳ بعد از ظهر (بالا بکش)» (با مو)                          | پرکنندهٔ صحن سال                               | نامزدشده | [ ۵۴ ]        |
| جوایز موسیقی رابر                       | ۲۰۱۸ | «از ذهنم برو بیرون» (با تو لو و آلما)                      | پرکنندهٔ صحن سال                               | نامزدشده | [ ۵۵ ]        |
| جوایز موسیقی رابر                       | ۲۰۱۹ | «رفته» (با کریستین اند د کوئینز)                           | پرکنندهٔ صحن سال                               | نامزدشده | [ ۵۶ ]        |
| جوایز موسیقی رابر                       | ۲۰۲۰ | خودش                                                       | بهترین هنرمند الکترونیک                       | نامزدشده | [ ۵۷ ]        |
| جوایز موسیقی پاپ اس‌ئی‌اس‌ای‌سی             | ۲۰۱۴ | «عاشقشم» (با آیکونا پاپ)                                   | ترانه‌سرای سال                                 | برنده    | [ ۵۸ ]        |
| جوایز موسیقی پاپ اس‌ئی‌اس‌ای‌سی             | ۲۰۱۴ | «عاشقشم» (با آیکونا پاپ)                                   | ترانهٔ سال                                     | برنده    | [ ۵۸ ]        |
| جوایز موسیقی پاپ اس‌ئی‌اس‌ای‌سی             | ۲۰۱۷ | «همون عشق قدیمی»                                           | ترانهٔ سال                                     | برنده    | [ ۵۹ ]        |
| جوایز موسیقی پاپ اس‌ئی‌اس‌ای‌سی             | ۲۰۱۷ | خودش                                                       | ترانه‌سرای سال                                 | برنده    | [ ۵۹ ]        |
| جوایز برگزیده نوجوانان                  | ۲۰۱۳ | «عاشقشم» (با آیکونا پاپ)                                   | تک‌آهنگ گروهی برگزیده                          | نامزدشده | [ ۶۰ ]        |
| جوایز برگزیده نوجوانان                  | ۲۰۱۴ | «بوم کلپ»                                                  | ترانهٔ عاشقانهٔ برگزیده                         | نامزدشده | [ ۶۱ ]        |
| جوایز برگزیده نوجوانان                  | ۲۰۱۴ | «خواستنی»(با ایگی آزیلیا)                                  | ترانه آراندبی/هیپ-هاپ برگزیده                 | برنده    | [ ۶۱ ]        |
| جوایز برگزیده نوجوانان                  | ۲۰۱۴ | «خواستنی»(با ایگی آزیلیا)                                  | ترانهٔ تابستانی برگزیده                        | نامزدشده | [ ۶۱ ]        |
| جوایز برگزیده نوجوانان                  | ۲۰۱۴ | «خواستنی»(با ایگی آزیلیا)                                  | تک‌آهنگ با خوانندهٔ زن برگزیده                  | نامزدشده | [ ۶۱ ]        |
| جوایز هنری دیلی کالیفورنین              | ۲۰۲۰ | «آهنگ زنگ (ریمیکس)» (با ۱۰۰ گکز)                           | ترانهٔ سال                                     | دوم      | [ ۶۲ ]        |
| جوایز موزیک ویدئوی بریتانیا             | ۲۰۱۴ | «خواستنی» (با ایگی آزیلیا)                                 | بهترین سبک‌پردازی                              | نامزدشده | [ ۶۳ ]        |
| جوایز موزیک ویدئوی بریتانیا             | ۲۰۱۶ | «دست تو آتیش» (به‌همراه مستر اوزیو)                         | بهترین پویانمایی                              | نامزدشده | [ ۶۴ ]        |
| جوایز موزیک ویدئوی بریتانیا             | ۲۰۱۷ | «پسرها»                                                    | بهترین ویدئو پاپ - انگلیس                     | نامزدشده | [ ۶۵ ]        |
| جوایز موزیک ویدئوی بریتانیا             | ۲۰۱۷ | «پسرها»                                                    | جایزه ویوو باید ببینه                         | نامزدشده | [ ۶۵ ]        |
| جوایز هیت‌میکرز ورایتی                   | ۲۰۲۰ | خودش                                                       | نوآور سال                                     | برنده    | [ ۶۶ ] [ ۶۷ ] |
| جوایز رادیو دابلیوام‌دی                  | ۲۰۱۸ | «پول کثیف سکسی» (با دیوید گتا، افروجک و فرنچ مونتانا)      | بهترین قطعهٔ ترند                              | نامزدشده | [ ۶۸ ]        |
| جوایز موسیقی ملل                        | ۲۰۱۴ | «خواستنی» (با ایگی آزیلیا)                                 | بهترین آهنگ جهان                              | نامزدشده |               |
| جوایز موسیقی ملل                        | ۲۰۱۴ | «خواستنی» (با ایگی آزیلیا)                                 | بهترین موزیک ویدئو جهان                       | نامزدشده |               |
| جایزه موسیقی یوتیوب                     | ۲۰۱۵ | خودش                                                       | ۵۰ هنرمند که باید تماشایشان کنید              | برنده    | [ ۶۹ ]        |
| جوایز موسیقی Žebřík                     | ۲۰۱۴ | خودش                                                       | بهترین کشف بین‌المللی                          | نامزدشده | [ ۷۰ ]        |